# Parafia św. Siostry Faustyny Kowalskiej w Szczecinie
Parafia pod wezwaniem św. Siostry Faustyny Kowalskiej w Szczecinie – parafia rzymskokatolickich należąca do dekanatu Szczecin-Żelechowo, archidiecezji szczecińsko-kamieńskiej, metropolii szczecińsko-kamieńskiej. Jedna z parafii rzymskokatolickich w Szczecinie. Została erygowana w 2001. Siedziba parafii mieści się w Szczecinie przy ulicy Ogrodniczej.

## Kościół parafialny
Kościół pw. św. Siostry Faustyny Kowalskiej w Szczecinie

## Kościoły filialne i kaplice
Kościół pw. Wniebowzięcia Najświętszej Maryi Panny w Przęsocinie